# ルドルフ・ショック
ルドルフ・ショック（ドイツ語: Rudolf Schock, 1915年9月4日 - 1986年11月13日）は、ドイツのテノール歌手。

## 生涯
デュースブルクの貧しい労働者の一家に4人兄弟の末っ子として生まれ、幼少のころから音楽に親しんでいた。
1932年に父が早逝、兄弟達は酒場やイベントなどで民謡や流行歌などを歌い家計を支えた。1932年、姉のエルフリーデと共にデュースブルク市立劇場の歌劇場合唱団に加わり、間もなくケルンのピルケン教授に師事、ソロとしての活躍を始めた。
1936年には バイロイト音楽祭にて合唱の第一テノールを務め、これが正式なデビューとされる。ここで、後に長い付き合いとなったヘルデンテノール歌手のローレンツ・ホーファーと運命的な出逢いを遂げ、2人は1950年代まで深い師弟関係を結ぶ。　1937年 、ブラウンシュヴァイク市立劇場で初めてソロ歌手として契約、1940年にはダンサーのギーゼラ・ベーレンツと結婚した。
その後間もなく、1940年9月にウィーン国立歌劇場と契約し出演、ベルリン・ドイツ・オペラとも契約したが、1943年のシーズンにごくわずか出演したのみで徴兵された。
戦後も家族を養うために一時期農業に就いたが、ハノーファー歌劇場で再び舞台を踏み、歌手として復帰した。
1948年にショックは戦後初のドイツ人テノール歌手としてロンドンのロイヤル・オペラ・ハウスに出演、その後、ドイツ語圏を中心にベルリン・デュッセルドルフ・ハンブルク・ミュンヘンの主な歌劇場に出演、他にもエジンバラ音楽祭・ザルツブルク音楽祭へ出演しアメリカ・ベルギー・オランダ各国でツアーコンサートを行った。1949年にはその前年に亡くなったリヒャルト・タウバーの代演としてオーストラリアツアーを実現した。1954年にはウィーンで宮廷歌手として認定された。
1968年に母が亡くなった際、ベルリンの舞台に出演中でありその死に際に立ち会えなかった衝撃からこの時期に多くの公演を辞退したことがある。またその翌1969年に心臓を患い、引退かと思われたが、その後奇跡的に復活している。娘のイゾルデは脳腫瘍のために1983年に亡くなっている。
1986年11月9日、地元のデューレンにあるビルケスドルフ地区の記念ホールでのリサイタル出演が最後となり、その4日後、1986年11月13日に心筋梗塞で亡くなった。
墓碑はアーヘンに程近いデューレンのギュルツェニヒにある。

## 評価
生前、ショックが軽音楽を頻繁に歌うことを疎ましく思う評論家も居たが、ショック自身は「親しみやすい音楽を聞いてもらうことで新しい世界を切り拓くことができる」と反論した。
50代を過ぎて、ショックは大劇場への出演よりもロベルト・シュトルツやフランツ・レハール、ニコ・ドスタル、パウル・アブラハム等のオペレッタ作品と軽音楽を中心に構成したレコードの録音に注力していった。日本ではもっぱらシュトルツ指揮の数点のオペレッタ録音の主演で親しまれてきたため、大オペラ歌手というイメージは薄いが、本国では甘く整った容姿とともに絶大な人気を誇った。今日でも「ジュディッタ」「サーカスの女王」などのオペレッタ映画のDVDで一端を偲ぶことができる。また、“オペレッタも得意なワーグナー歌手”の系譜はルネ・コロ、ジークフリート・イェルザレムらの後輩が引き継いでいる。
1962年以降は小劇場での出演を中心に、ドイツ国内と北米などでコンサート活動を展開した。

## レパートリー
75以上のレパートリーを誇ったが、主な作品を下記に掲げる。
| 作曲                 | 作品                               | 配役                                 |
| -------------------- | ---------------------------------- | ------------------------------------ |
| アブラハム           | ヴィクトリアと軽騎兵               | コルタイ                             |
| アブラハム           | ハワイの花                         | 太郎                                 |
| イェッセル           | 黒い森の娘                         | ハンス                               |
| ヴェルディ           | リゴレット                         | マントヴァ公爵                       |
| オッフェンバック     | ホフマン物語                       | ホフマン                             |
| カールマン           | サーカスの女王                     | ミスターX                            |
| キュンネッケ         | どこかの従兄弟                     | アウグスト・クーブロート             |
| コルネリウス         | バグダッドの理髪師                 | ババ・ムスタファ                     |
| R.シュトラウス       | カプリッチョ                       | フラマン                             |
| シュトルツ           | 絹のヴィーナス                     | テレキー公爵                         |
| スッペ               | ボッカチオ                         | ピエトロ                             |
| チャイコフスキー     | エフゲニー・オネーギン             | レンスキー                           |
| ビゼー               | カルメン                           | ドン・ホセ                           |
| プッチーニ           | トスカ                             | カヴァラドッシ                       |
| レオ・ファル         | スタンブールのバラ                 | アハメッド・ベイ                     |
| ペナツキー           | 白馬亭にて                         | ブラントマイヤー                     |
| ミレッカー           | 乞食学生                           | 乞食学生                             |
| モーツァルト         | イドメネオ                         | イドメネオ                           |
| モーツァルト         | 魔笛                               | タミーノ                             |
| モーツァルト         | 後宮からの誘拐                     | ベルモンテ                           |
| モーツァルト         | コジ・ファン・トゥッテ             | フェルランド                         |
| フレッド・レイモンド | 青い仮面                           | チェリーニ                           |
| リーバーマン         | ペネロープ                         | オデュッセウス                       |
| レハール             | ルクセンブルク伯爵                 | レネ（ルクセンブルク伯爵）           |
| レハール             | ロシアの皇太子                     | 皇太子                               |
| レハール             | ジュディッタ                       | オクタビオ                           |
| ロルツィング         | 密猟者                             | クロンタール男爵                     |
| ワーグナー           | ラインの黄金                       | ローゲ                               |
| ワーグナー           | ローエングリン                     | ローエングリン                       |
| ワーグナー           | ニュルンベルクのマイスタージンガー | ヴァルター・フォン・シュトルツィング |

## 表彰
- TV Hören und Sehen誌主宰 金幕賞（1967年/1970年）
- デュースブルク市 メルカトル章（1971年）
- ロベルト・シュトルツ賞（1973年）
- ヘルマン・レンス賞（1985年）
- ドイツ連邦共和国功労勲章 功労十字小綬章（1961年）

1992年、デュースブルクは市内の文化会館である "Haus der Stadt" 前の広場を「ルドルフ・ショック広場」と名づけた。

## 映像作品
1951年に『ギーゼラ無しでは居られない!』（原題：Es geht nicht ohne Gisela ）に出演し、以降1979年の『もう一回オペラを聴かせて』まで、17本の映画に出演した。また、ドイツのウニテル社が制作した下記2本のオペレッタ作品は日本のドリームライフ社からDVD化されたことがある。
- レハール:『ジュディッタ』 （101分、カラー・モノラル片面1層）
テレサ・ストラータス、ルドルフ・ショック他
- カールマン:『サーカスの女王』 （116分、カラー・モノラル片面1層）
インゲボルク・ハルシュタイン、ルドルフ・ショック他